# 레치시아 비르케우에르
레치시아 비르코이에르(Letícia Birkheuer, 1979년 4월 25일 ~ )는 브라질의 모델이다.